# Найманбаев, Калдарбек Найманбаевич
Калдарбек Найманбаев (каз. Қалдарбек Найманбаев; 16 марта 1939, аул Багара, Мактааральский район, Чимкентская область, КазССР, СССР — 22 сентября 2004, Алма-Ата) — советский и казахский писатель, общественный деятель. Заслуженный деятель Казахстана (2001).

## Биография
Родился 16 марта 1939 года в селе Асыката Мактааральского района Южно-Казахстанской области.
В 1961 году окончил отделение журналистики филологического факультета Казахского государственного университета имени С. М. Кирова.
Творческую деятельность начал в молодежной газете «Лениншил жас».
С 1976 по 1984 год — главный редактор, директор издательства «Жалын»;
С 1984 по 1986 год — второй секретарь союза писателей Казахстана;
С 1986 по 1987 год — начальник Казахского отделения Всесоюзного агентства по авторским правам;
С 1987 по 1988 год — главный редактор юмористического журнала «Ара/Шмель»;
С 1990 по 1993 год — Депутат Верховного Совета Республики Казахстан XII созыва от Союза писателей.
С 1988 по 1992 год — директор издательства «Жазушы»;
С 1991 по 1996 год — первой секретарь Союза писателей Казахстана;
С 1992 года — первой заместитель председателя Всемирной ассоциации казахов, заместитель председателя Всемирного курултая Казахов.
Умер 22 сентября 2004 года.

## Творчество
Первая книга «На пьедестале славы» была выпущена издательством «Жазушы» в 1965 году.
Основные произведения писателя — сборники повестей и рассказов «Не хочу прощаться» (1969), «Начало» (1970), «Та самая ночь» (1972), «Мосты надежды» (1975), «Незваный гость» (1978).
Повесть «Не хочу прощаться» выпущена на русском языке, а сборник повестей «С утра до полудня» в переводе на украинский.

## Награды и звания
- Медаль «За трудовую доблесть»;
- Почётная Грамота Верховного Совета Казахской ССР;
- Медаль «Астана» (1998);
- 2001 (10 декабря) — почётное звание «Қазақстанның еңбек сіңірген қайраткері» (Заслуженный деятель Казахстана);[2]